# Сиамские близнецы
Сиа́мские близнецы́ — однояйцевые близнецы, которые не полностью разделились в эмбриональном периоде развития и имеют общие части тела или внутренние органы. Обычно оплодотворенная яйцеклетка делится на шестой день после зачатия. Сиамские близнецы образуются, если яйцеклетка делится очень поздно, через 14—15 дней после оплодотворения. К этому времени клетки зародыша специализируются так, что полное разделение близнецов в утробе матери становится невозможным.[прояснить] Вероятность рождения сиамских близнецов составляет примерно один случай на 200 000 родов. Около половины сиамских близнецов рождаются мёртвыми. Результирующий уровень выживания младенцев 5—25 %. Чаще сиамские близнецы имеют женский пол (70—75 % случаев).

## Этимология
Возможно, наиболее знаменитой парой близнецов были Чанг и Энг Банкеры (англ. Chang and Eng Bunker; 1811—1874), родившиеся в Сиаме (современный Таиланд). Много лет они гастролировали с цирком Ф. Т. Барнума под прозвищем «Сиамские близнецы», таким образом закрепив это название за всеми подобными случаями. Чанг и Энг имели сросшиеся хрящи грудной клетки (так называемые близнецы-ксифопаги). В современных условиях их могли бы легко разделить. Согласно заметке в Санкт-Петербургской «Северной пчеле», где они именовались как Энг и Канг, со ссылкой на некоего натуралиста, говорилось, что «... если бы даже эта операция не была сопряжена с болью и опасностью, то и тогда они не согласились бы на сиё предложение, потому что в разлуке друг с другом, им кажется, невозможно жить; вообще они не понимают, каким образом можно быть счастливым одному, не находясь в зависимости от другого». Там же утверждалось, что «... сердца их бились не одинаковым образом: сердце Чанга билось сильнее, нежели Энга». Они умерли в январе 1874 года, когда Чанг первым скончался от пневмонии, Энг в это время спал. Обнаружив своего брата мёртвым, Энг скончался, хотя он был здоров.

## Типы сиамских близнецов
Выделяют несколько вариантов срастания близнецов:
- Торакопаги (thoracopagus): срастание тел в области грудной клетки. В этом случае всегда затронуто сердце. В случае общего сердца перспективы на долгую жизнь как в случае хирургического разделения, так и без него очень невелики. Такой тип срастания наблюдается в 35—40 % случаев.
  - Ксифопаги (xiphopagus): срастание хрящей грудной клетки.
- Омфалопаги (omphalopagus): срастание в нижней части грудной клетки. Сердце не затронуто, но близнецы часто имеют общую печень, пищеварительный тракт, диафрагму и другие органы. Такой тип срастания у 34 % сиамских близнецов.
- Илиопаги (iliopagus): срастание в подвздошных областях, спиной к спине, включая ягодицы. Такой тип срастания у 19 % сиамских близнецов.
- Краниопаги (craniopagus): сросшиеся черепами, но имеющие раздельные туловища (2 % случаев).
  - Цефалопаги (cephalopagus): имеют сросшиеся головы, туловища же разделены. В целом такие близнецы не способны выжить, имея некоторые повреждения мозга. Лишь в редких случаях удаётся разделить близнецов без смертельного исхода[4]. Иногда их называют яницепсами (от имени двуликого бога Януса) или краниопагами.
  - Цефалоторакопаги (cephalothoracopagus): срастание головами и туловищами. Такие близнецы не способны выжить за редкими исключениями. Иногда используются термины эфолоторакопаги (epholothoracopagus) или краниоторакопаги (craniothoracopagus).
  - Паразитарные краниопаги: две сросшиеся головы с одним туловищем. Близнецы имеют два отдельных мозга, но паразитический близнец собственным сознанием, как правило, не обладает.
- Полицефалы[англ.] (polycephaly, многоголовые):
  - Дицефалы (dicephalus): две головы, одно туловище и две, три или четыре руки (дицефал дибрахиус, трибрахиус и тетрабрахиус, соответственно).
  - Трицефалы (tricephalus): редчайший случай сросшихся близнецов, при котором происходит не двойное, а тройное сращение. Обычно три близнеца имеют один торс и три головы.
- Ишиопаги (ischiopagus): переднее соединение нижних частей тела и со сросшимися позвоночниками, развернутыми на 180° друг к другу. Такой тип срастания у 6 % сиамских близнецов. Как вариант — позвоночники не соединены, однако оба таза формируют одно большое кольцо, включающее два крестца и два лобковых симфиза.
- Ишио-омфалопаги (ischio-omphalopagus): наиболее хорошо известный тип срастания. Близнецы соединены позвоночниками, сросшимися в форме буквы Y. Обычно близнецы имеют четыре руки и две или три ноги. Такой вариант срастания не может быть разделён, поскольку у близнецов чаще всего общая репродуктивная и выделительная системы.
- Парапаги (parapagus): срастание боками, иногда сердце также затронуто. Такой тип срастания у 5 % сиамских близнецов.
- Пигопаги (pygopagus): срастание в области крестца.

## Исторические сведения

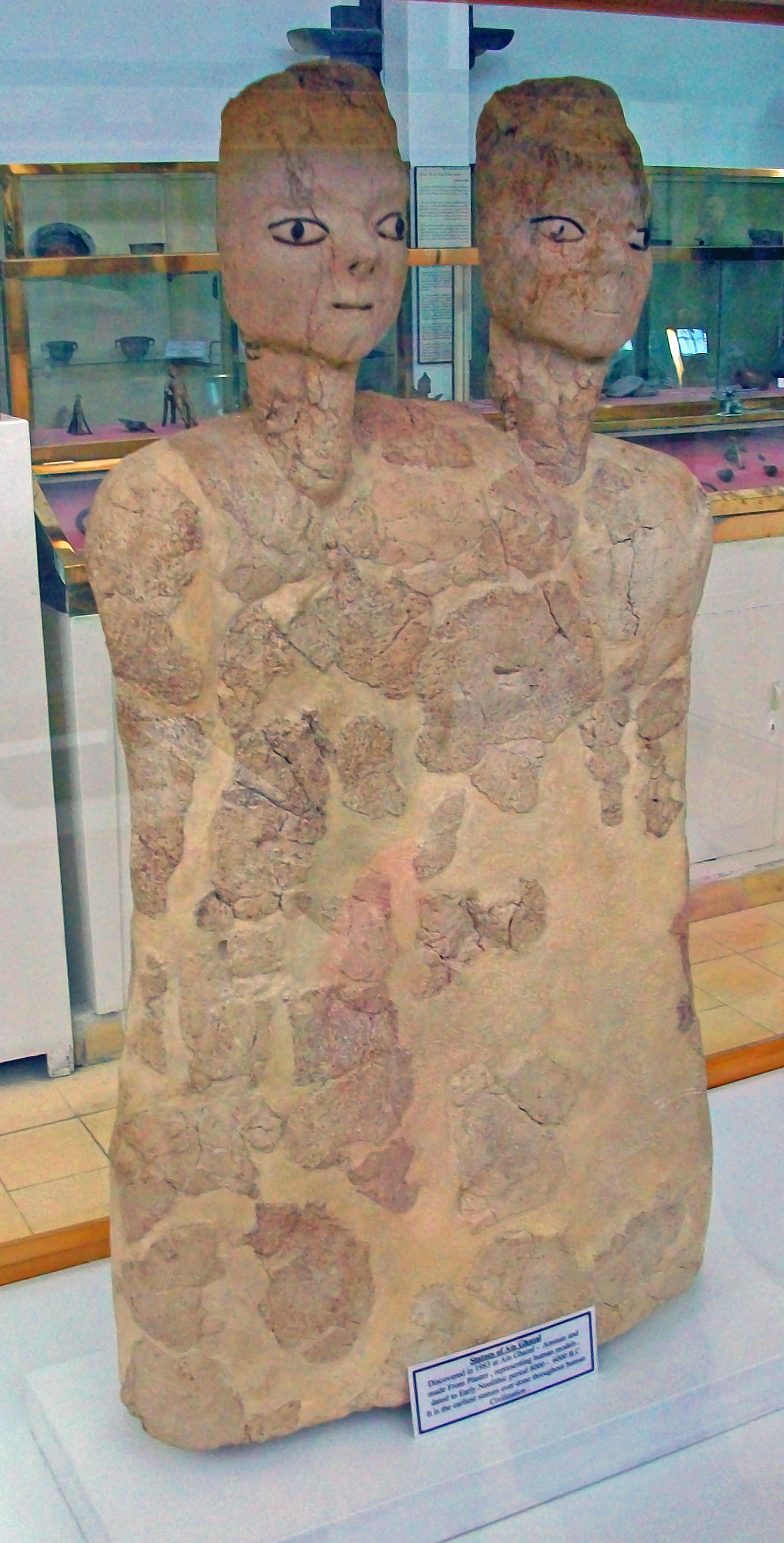
Статуи Айн-Газаля.
Иордания, ок. 6500 до н.э.

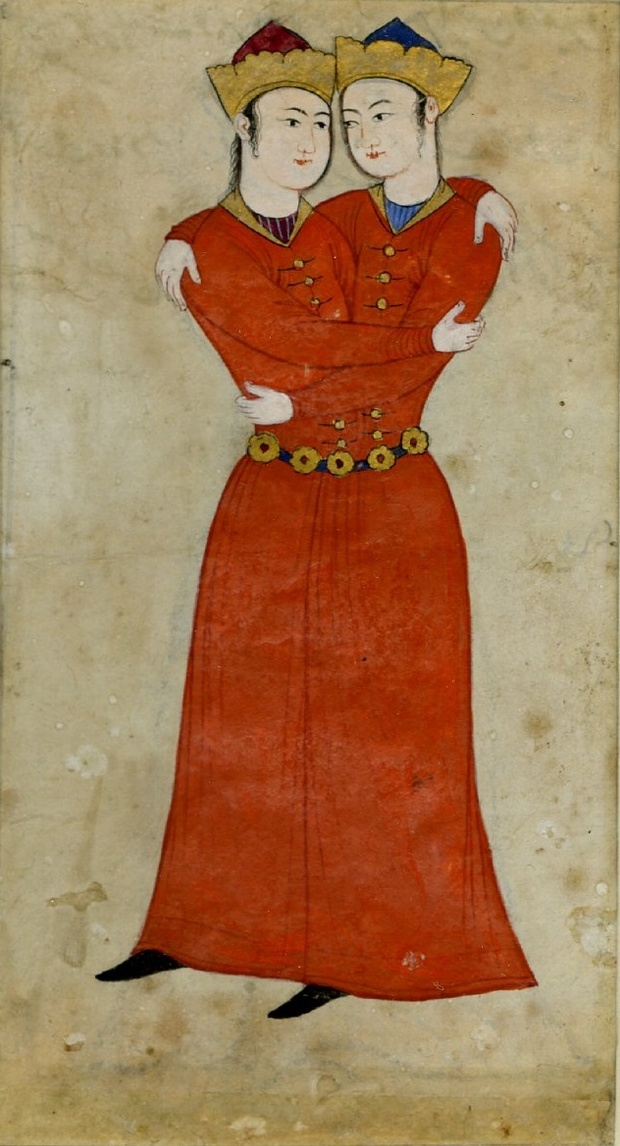
«Переплетённые близнецы». Миниатюра XVII века. Сефевидский Иран

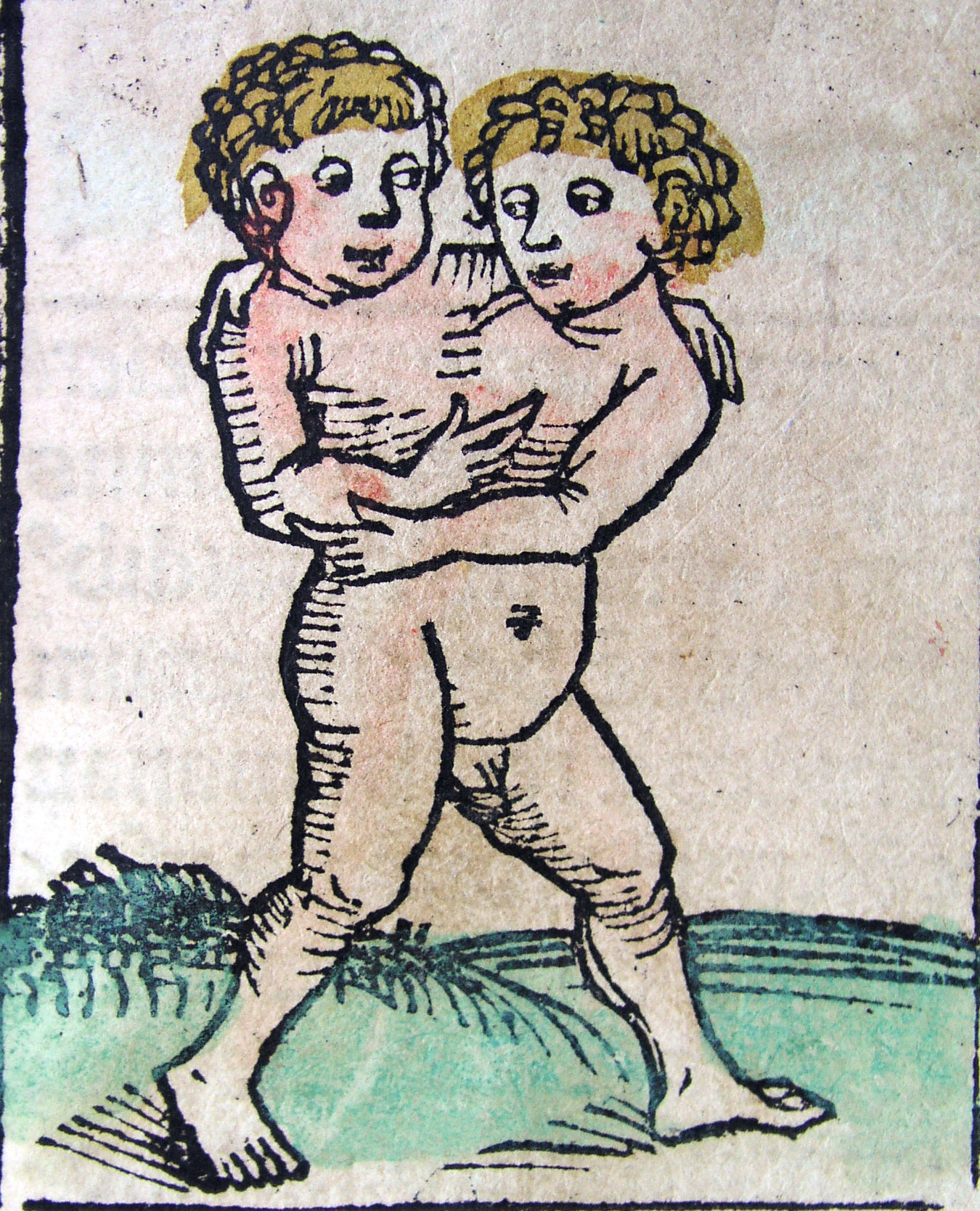
Сиамские близнецы. Нюрнбергская хроника (1493)

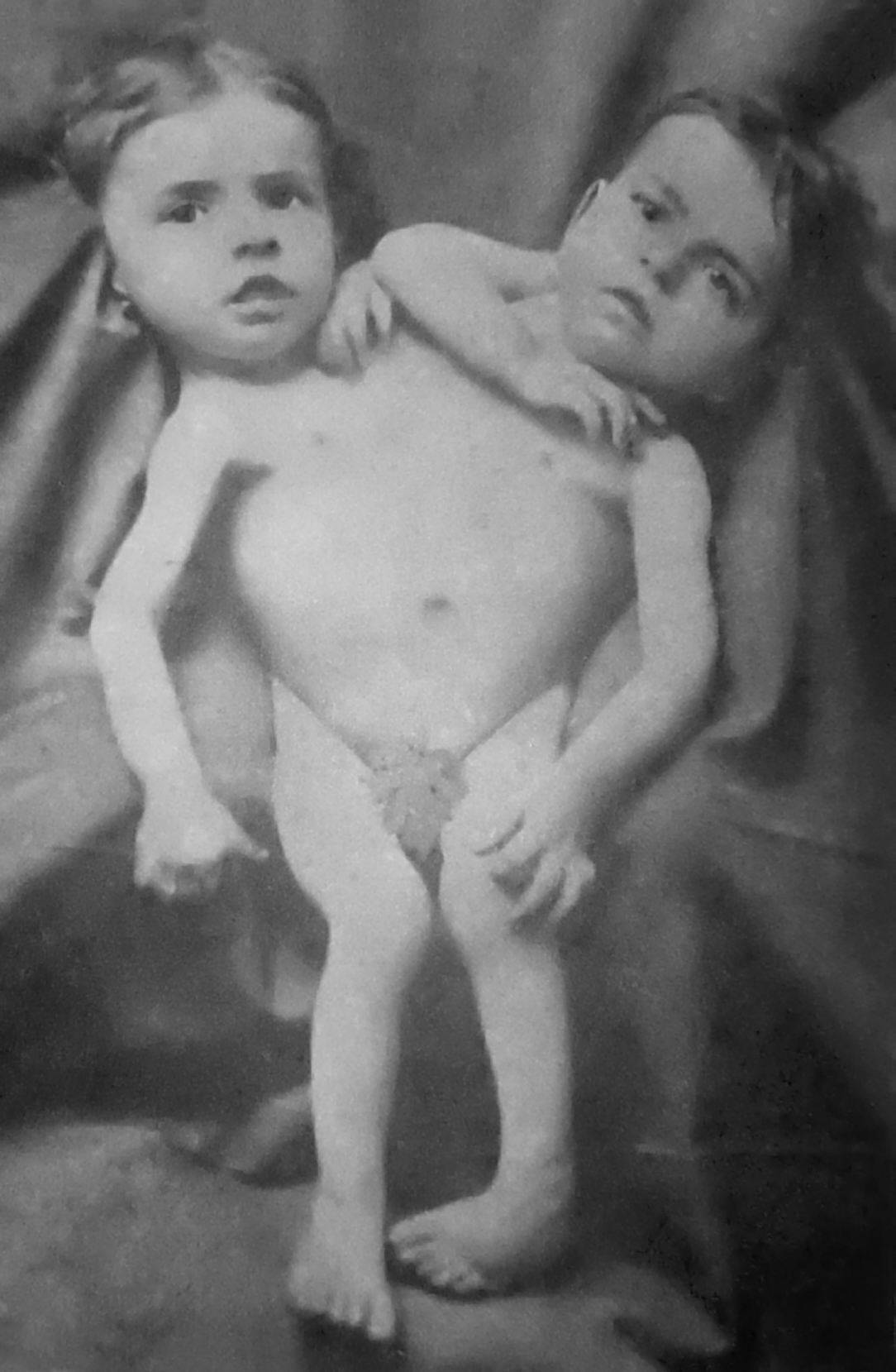
Близнецы-дицефалы Джованни и Джакомо Точчи (Tocci) из Локаны (Италия), 1881.

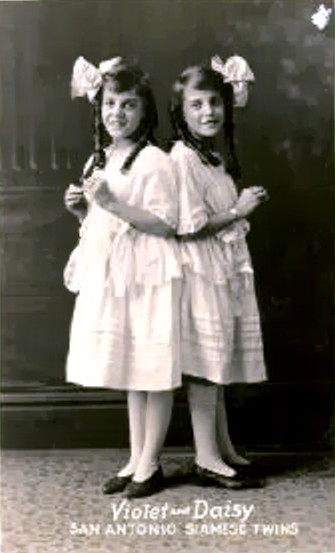
Дейзи и Виолетта Хилтон, ок. 1914.

Китайская летопись Хоу Ханьшу описывает рождение «двухголового ребёнка» в 179 году н. э.
Самый ранний зафиксированный случай рождения сиамских близнецов в западном мире датируется 945 годом, когда сиамские братья родом из Армении были привезены в Константинополь для оценки медиками. Сросшиеся спинами сиамские близнецы  Мери и Элайза Чалкхорст жили с 1100 по 1134 годы в Англии. Это одно из хорошо известных и достоверных ранних упоминаний подобного дефекта. Другой ранний пример, получивший известность — Шотландские братья (1460—1488, хотя даты различаются в разных источниках), якобы обладавшие двумя головами на одном туловище (то есть бывшие дицефалами). Ещё пример — Хелена и Джудит из Венгрии (1701—1723), успевшие сделать определённые музыкальные успехи, до того, как быть отправленными в монастырь. Родившиеся в 1829 году Рита и Кристина Пароди (Parodi) из Сардинии были дицефалами тетрабрахиусами (одно туловище с четырьмя руками) и, хотя они умерли в 8-месячном возрасте, успели привлечь немало внимания, будучи демонстрируемыми в Париже своими родителями.
Несколько пар близнецов, живших в XIX веке, добились успехов, хотя никто и не достиг уровня известности Чанга и Энга Банкеров. В качестве примера можно привести девочек-пигопагов Милли и Кристину МакКой (McCoy или McKoy). Сиамские близнецы родились рабынями в Северной Каролине в 1851 году. После рождения они были проданы шоумену Дж. П. Смиту, но вскорости их выкрал конкурент Смита, попытавшийся скрыться вместе с ними в Англии. Попытка была пресечена по причине запрета рабства в Англии. Смит отправился в Англию, чтобы забрать и привезти девочек к их матери Монимии, с которой их разлучили. Смит и его жена обеспечили близняшкам образование, включая знание пяти языков, игру на музыкальных инструментах и пение. Остаток века близняшки наслаждались успехом в «Двухголовом соловье» и показами в Цирке Барнума. В 1912 году с промежутком в 17 часов они умерли от туберкулёза.
Джованни и Джакомо Точчи (Tocci) из Локаны (Италия) были увековечены в рассказе Марка Твена «Those Extraordinary Twins» под вымышленными именами Анджело и Луиджи. Точчи родились в 1877 году дицефалами тетрабрахиусами, имея одно туловище с двумя ногами, двумя головами и четырьмя руками. С рождения родители принуждали их к выступлениям, хотя сами они испытывали к этому неприязнь. Братья так и не научились ходить, так как каждая голова имела контроль над одной из ног. Когда в 1886 году после турне по Соединённым Штатам близнецы со своей семьёй вернулись в Европу, они почувствовали серьёзное недомогание. Видимо, тогда же они и умерли, хотя некоторые источники утверждают, что, ведя в Италии уединённый образ жизни, они дожили до 1940 года.
В XX—XXI веках среди сиамских близнецов привлекших общественное внимание, были:
- Роза и Жозефа Блажек (Rosa & Josepha Blazek) из Богемии (1878—1922);
- Люцио и Симплицио Година (Lucio & Simplicio Godina) из города Самар на Филиппинах (1908—1936);
- Дейзи и Виолетта Хилтон (Daisy & Violet Hilton) из Брайтона (Западный Сассекс, Англия), 1908—1969;
- Мэри и Маргарет Гибб (Mary & Margaret Gibb) из города Холиок (Holyoke), штат Массачусетс (1912—1967);
- Ира и Галя, родились в 1937 году и прожили один год и двадцать два дня. Первый зарегистрированный случай рождения сиамских близнецов на территории СССР;
- Ивонна и Иветта МакКартер (Yvonne & Yvette McCarther) из Лос-Анджелеса (Калифорния), 1949—1992;
- Ладан и Лале Бижани (Ladan & Laleh Bijani) из Фирузабада (Иран). Прожили 28 лет, умерли в результате неудачной операции по разделению в 2003 году;
- Близнецы-ишиопаги Маша и Даша Кривошляповы из Москвы (04.01.1950 — 13.04.2003);
- Близнецы-ишиопаги Зита и Гита Резахановы, которые родились 19 октября 1991 года в селе Западное (Сокулукский район, Чуйская область, Кыргызстан) были успешно разделены хирургическим способом 26 марта 2003 года в ДКБ №13 города Москвы бригадой хирургов во главе с академиком Анатолием Исаковым[6]. Позже (29 октября 2015 года) одна из сестёр (Зита) скончалась в результате полиорганной недостаточности[7][8][9];
- Рони и Дони Гальон (Ronnie & Donnie Galyon) из Огайо (1951—2020), прожили 68 лет, что по состоянию на 2020 год являлось рекордной продолжительностью жизни среди сиамских близнецов[10];
- Лора и Реба Шаппел из Рединга в Пенсильвании, 1961—2024), американские эстрадные артистки; внесены в Книгу рекордов Гиннесса как первые сиамские близнецы одного пола, которые стали идентифицировать себя как разнополые[11];
- Ганга и Джамуна Шрешта (Ganga & Jamuna Shreshta) из Непала, сросшиеся близнецы, которые были разделены в ходе уникальной операции в Сингапуре в 2001 году;
- Мохаммед и Ахмед Ибрагим (Mohamed & Ahmed Ibrahim), род. 2001, Египет. При рождении были соединены головами. В 2003 году была проведена успешная операция по их разделению.
- Лакшми Татма из Индии, родилась в 2005 году, в нижней части туловища имела сросшегося с ней близнеца-паразита, из-за чего у девочки было 2 пары лишних конечностей. В 2007 году была успешно прооперирована индийскии врачами и даже начала ходить с помощью ходунков;
- Близнецы-краниопаги Криста и Татьяна Хоган (Krista & Tatiana Hogan) из Ванкувера (Британская Колумбия), родились в 2006 году;
- В Гунтуре (Индия) были успешно разделены следующие пары: Ram & Laxman 1992, Anjali & Geetanjali 1993, Rekha & Surekha 1998 и Veena & Vani 2004;
- Близнецы-дицефалы Эбигейл и Бриттани Хенсел имеют фактически одно общее тело и выглядят как двухголовая девушка.
- Близнецы-омфалопаги Алиса и Алина из Новосибирска родились 11 мая 2016 года и были прооперированы в Москве по поводу врождённого порока сердца одной из сестёр, а полтора месяца спустя были разделены хирургическим способом 28 июня 2016 года в ДКБ №13 (детская больница им. Н. Ф. Филатова города Москвы) двумя хирургическими бригадами под общим руководством профессора Александра Разумовского[12] — хирурга, ранее успешно разделившего Зиту и Гиту под руководством академика Анатолия Исакова.

## Физические особенности
Некоторые из сиамских близнецов способны к деторождению. Так, Чанг и Энг Банкеры женились на двух разных женщинах (которые были сёстрами) и смогли завести здоровых детей. У 28-летних Розы и Жозефы Блажек, имевших общие половые органы, родился абсолютно здоровый сын Франц от офицера, поклонника Розы.
С возрастом у сиамских близнецов часто накапливаются взаимные претензии и недовольство поведением друг друга. К концу жизни Чанг Банкер стал много пить и скандалить, тогда как его брат вёл более здоровый образ жизни и осуждал Чанга.
Как правило, если умирает один из сросшихся близнецов, смерть второго наступает в считаные часы или дни. Так, после смерти Чанга его брат умер через 3 часа. Маша и Даша Кривошляповы имели общую кровеносную систему, поэтому когда умерла от инфаркта Маша, через 17 часов в результате интоксикации наступила смерть Даши (хотя она не знала, что сестра умерла, думая, что та спит).

## Хирургическое разделение
Имеются случаи разделения сиамских близнецов. Но в то же время это может привести к летальным последствиям. Разделение сестёр Резахановых в 2003 году в Москве стало одной из уникальных операций в медицине, когда вопреки всем прогнозам обе сестры выжили после операции. Одна из разделенных сестер Зита скончалась 29 октября 2015 года от полиорганной недостаточности.

## Критика терминологии
В англоязычном мире для обозначения сиамских близнецов используется термин «conjoined» — соединённые. Как подробно освещается в Rotten Library, этот термин достаточно спорный, поскольку подразумевает, будто бы близнецов кто-то соединил, тогда как они являются такими с самого рождения.

## Сиамские близнецы в мире животных

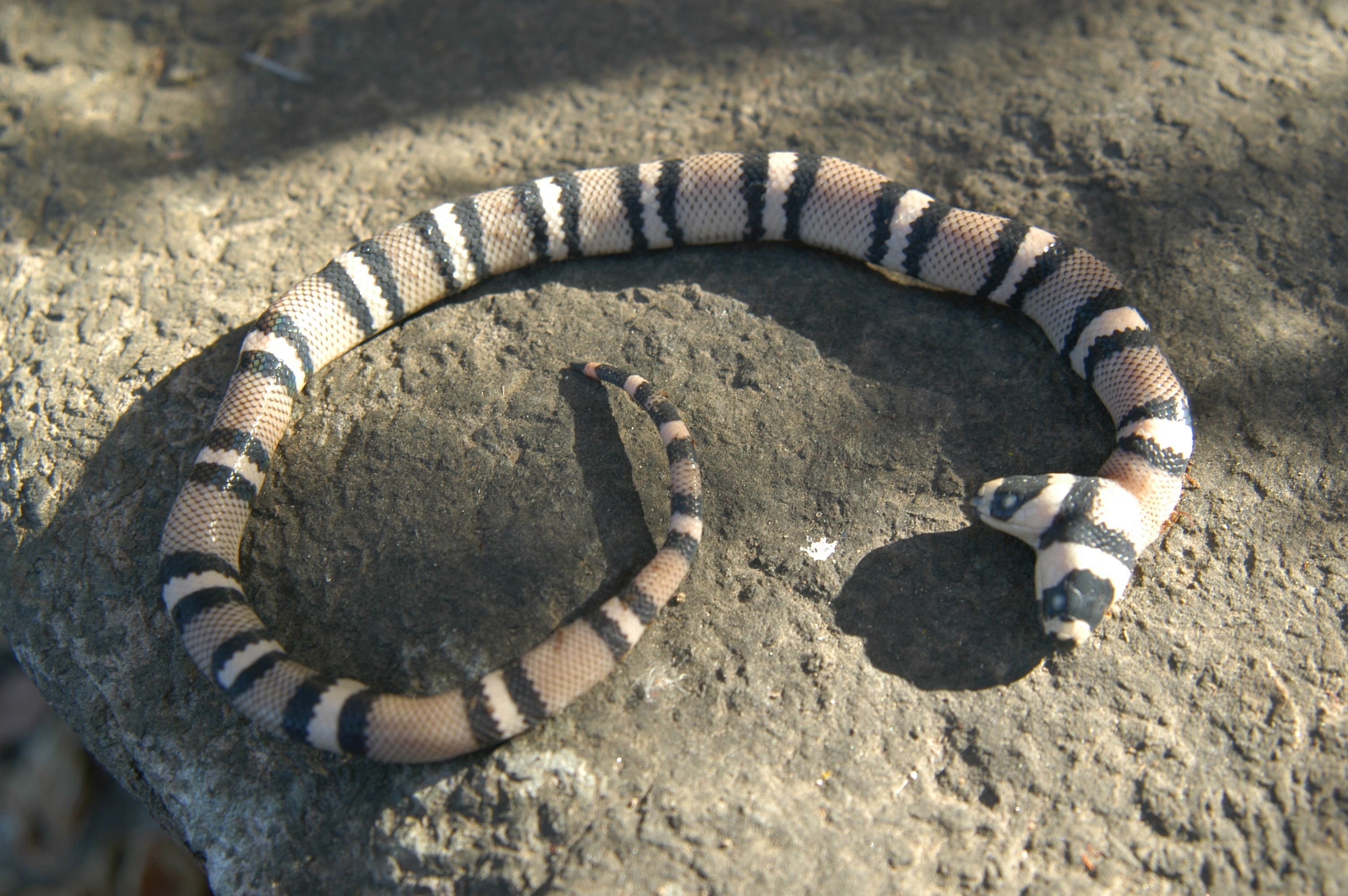
Змея с двумя головами

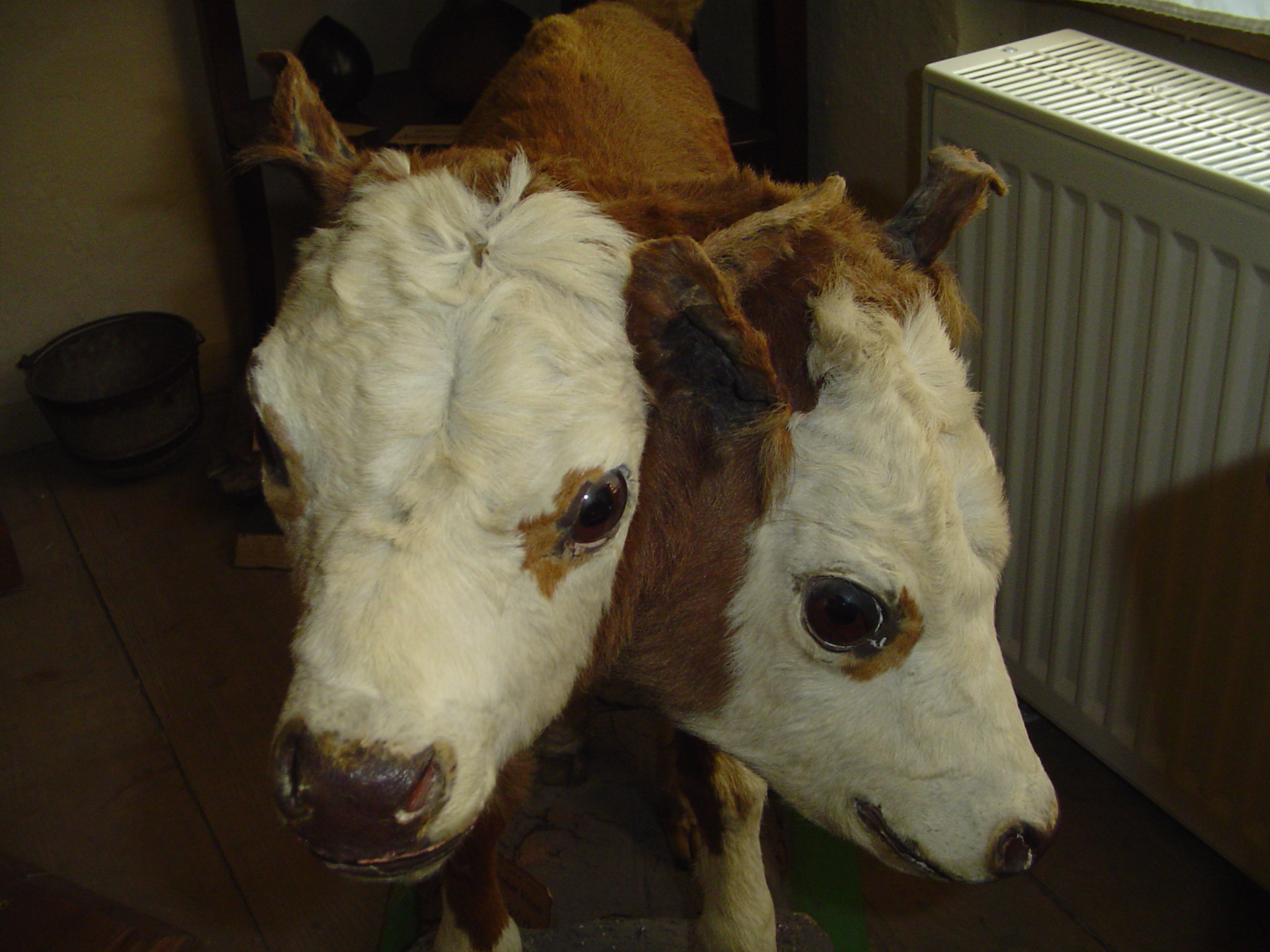
Двухголовый телёнок

### На английском
- Conjoined twins — Geneva Foundation for Medical Education and Research
- The Lives and Loves of Daisy and Violet Hilton by Dean Jensen, Ten Speed Press, 2006.
- Friends of Conjoined Twins News & Discussion Forum
- The site of the medical Saudi team responsible for the numerous successful separation surgeries
- Fortean Times article on some recent and classic cases
- Eng and Chang — The Original Siamese Twins; The University of North Carolina at Chapel Hill, The North Carolina Collection Gallery
- The Human Marvels: A Historical Reference Site run by J. Tithonus Pednaud, Teratological Historian
- «Siamese Twins» at the Rotten Library
- http://www.msnbc.msn.com/id/14359862/
- Ronnie and Donnie Galyon